# Tigbauan
Tigbauan is een gemeente in de Filipijnse provincie Iloilo op het eiland Panay. Bij de laatste census in 2010 telde de gemeente bijna 59 duizend inwoners.

## Geografie

### Bestuurlijke indeling
Tigbauan is onderverdeeld in de volgende 52 barangays:
| - Alupidian - Atabayan - Bagacay - Baguingin - Bagumbayan - Bangkal - Bantud - Barangay 1 - Barangay 2 - Barangay 3 - Barangay 4 - Barangay 5 - Barangay 6 - Barangay 7 - Barangay 8 - Barangay 9 - Barosong - Barroc | - Bayuco - Binaliuan Mayor - Binaliuan Menor - Bitas - Buenavista - Bugasongan - Buyu-an - Canabuan - Cansilayan - Cordova Norte - Cordova Sur - Danao - Dapdap - Dorong-an - Guisian - Isawan - Isian | - Jamog - Lanag - Linobayan - Lubog - Nagba - Namocon - Napnapan Norte - Napnapan Sur - Olo Barroc - Parara Norte - Parara Sur - San Rafael - Sermon - Sipitan - Supa - Tan Pael - Taro |

## Demografie
Tigbauan had bij de census van 2010 een inwoneraantal van 58.814 mensen. Dit waren 4.240 mensen (7,8%) meer dan bij de vorige census van 2007. Ten opzichte van de census van 2000 was het aantal inwoners gegroeid met 8.368 mensen (16,6%). De gemiddelde jaarlijkse groei in die periode kwam daarmee uit op 1,55%, hetgeen lager was dan het landelijk jaarlijks gemiddelde over deze periode (1,90%).

De bevolkingsdichtheid van Tigbauan was ten tijde van de laatste census, met 58.814 inwoners op 83,68 km², 702,8 mensen per km².